# アサダ (植物)
アサダ（浅田・鉄木、学名: Ostrya japonica）はカバノキ科アサダ属の落葉高木。別名ハネカワ、ミノカブリ。形態的な特徴に、樹皮が縦に反り返るように剥がれ、また果穂が大型の鱗片を持ち、野生のホップ（カラハナソウ）の果穂にやや姿が似ている。

## 名称
和名の「浅田」の由来は不明である。樹皮が縦に剥がれて反り返ることから、ミノカブリやハネカワなどの別名もある。学名の属名 Ostrya は、ギリシア語で「（生物の）殻、甲羅」を意味する ὄστρακον (ostrakon) と同根の語である ὀστρύα (ostrua) に由来し、種小名は産地を反映している。アイヌ名はいくつかあるが、そのひとつはセイカパル（Sey-ka-par）といい、「貝殻・薄い」という意味で、剥がれやすい樹皮の状態を示すものとみられている。英名は Hop Hornbeam（ホップホーンビーム）だが、アメリカでは Iron wood（アイアンウッド）、あるいは Stone wood（ストーンウッド）とよばれ、その材が堅いことに由来する呼び名である。中国名は鐵木あるいは鉄木で、これも材が堅いことからついた名称である。

## 分布
日本から朝鮮半島、中国にかけて分布し、日本では北海道（中部以南）・本州・四国・九州の山地に自生する。アサダ属は世界に7から8種あり、いずれも北半球の温帯から暖帯の地域に分布する。

## 形態・生態
落葉広葉樹の高木で、樹高は10 - 25メートル (m) にもなる。樹皮は暗褐色で、ミノカブリの別名のとおりよく剥がれて反り返り、ささくれたような見た目が本種の特徴である。内部は紫色を帯びた淡褐色ないし淡褐色。一年枝は褐色から紫褐色で、毛がある。
葉は長さ6 - 12センチメートル (cm) 、幅3.5 - 5 cmくらいで、濃い緑色をした長楕円形で先が急に細くなって尾状に尖り、葉縁には不整で粗い重鋸歯がある。葉身の葉脈は表面ではやや凹んで見えるのが特徴的である。葉脈は羽状に走り、9 - 15対でやや湾曲している。イヌシデ（学名: Carpinus tschonoskii）の葉よりも大きいが、質は薄く、葉柄も細い。葉柄は葉身に対してやや短い。葉の表面は暗緑色で軟毛が散生し、裏面はやや白っぽい淡緑色で軟毛が多少密生し脈上に多い。葉や果実はイヌシデに似ており、秋の黄葉は黄色から橙色に色づくことが多い。
花期は4 - 6月。雄花はカバノキ属によくあるように細長い緑色を帯びた黄色の紐状の穂ないし尾状になる。雌花も緑色を帯びた黄色で、地味なほうである。果穂は長さ2 - 5 cmで、長い柄がつく。クマシデ属と同じく、大型の鱗片を持つ果穂がつき、アカシデの果穂よりもかなり小型であるが、鱗片状の包葉はむしろ大きい。包葉は瓦状に重なり、広卵形ではっきりした平行脈があり、縁に毛がある。果穂ははじめ淡い緑色をしているが、のちに淡褐色になる。
冬芽は互生し、雄花序の冬芽以外は鱗芽で、褐色の卵形で樹脂がつく。芽鱗の数は6 - 10枚。雄花序は裸芽で円柱形、枝先に数個つける。雄花序の下につく側芽は、葉芽か雌花序の冬芽である。葉痕は半円形で、維管束痕が3個つく。

## 利用
材は緻密で堅いため、建築材、家具材、船舶材に使われる。床板のフローリング材に最も適しているといわれている。材質は日本に産する樹木の中で最も重い部類で、極めて堅く緻密で、磨けば美しい光沢を生じる。材の色は紅色を帯びた淡い褐色である。材が堅くて耐久性があるため、櫛やその他の小物、鎌や鍬などの道具の柄、ソリの材料にも使われた。